# Kiss Unplugged
Kiss Unplugged je MTV Unplugged album americké skupiny Kiss. Na tomto albu se skupina sešla v původní sestavě poprvé od roku 1979. K sestavě Paul Stanley, Gene Simmons, Bruce Kulick a Eric Singer se přidá Ace Frehley a Peter Criss. Nahrávalo se v New Yorku v Sony Music Studios.

## Seznam skladeb
| Pořadí         | Název                    | Autor                                | Hlavní zpěvák                       | Délka |
| -------------- | ------------------------ | ------------------------------------ | ----------------------------------- | ----- |
| 1.             | Comin' Home              | Frehley / Stanley                    | Paul Stanley                        | 2:51  |
| 2.             | Plaster Caster           | Simmons                              | Gene Simmons                        | 3:17  |
| 3.             | Goin' Blind              | Simmons / Coronel                    | Simmons                             | 3:37  |
| 4.             | Do You Love Me?          | Stanley / Bob Ezrin                  | Stanley                             | 3:13  |
| 5.             | Domino                   | Simmons                              | Simmons                             | 3:46  |
| 6.             | Sure Know Something      | Stanley / Poncia                     | Stanley                             | 4:14  |
| 7.             | A World Without Heroes   | Stanley / Simmons / Ezrin / Lou Reed | Simmons                             | 2:57  |
| 8.             | Rock Bottom              | Frehley / Stanley                    | Stanley                             | 3:20  |
| 9.             | See You Tonight          | Simmons                              | Simmons                             | 2:26  |
| 10.            | I Still Love You         | Stanley / Vincent                    | Stanley                             | 6:09  |
| 11.            | Every Time I Look at You | Stanley / Ezrin                      | Stanley                             | 4:43  |
| 12.            | 2,000 Man                | Mick Jagger / Keith Richards         | Ace Frehley                         | 5:12  |
| 13.            | Beth                     | Criss / Ezrin                        | Peter Criss                         | 2:50  |
| 14.            | Nothin' to Lose          | Simmons                              | Criss / Singer                      | 3:42  |
| 15.            | Rock and Roll All Nite   | Stanley / Simmons                    | Simmons / Criss / Frehley / Stanley | 4:20  |
| Celková délka: | Celková délka:           | Celková délka:                       | Celková délka:                      | 56:07 |

## Obsazení
- Paul Stanley – rytmická kytara, zpěv
- Gene Simmons – basová kytara, zpěv
- Bruce Kulick – sólová kytara, zpěv
- Ace Frehley – sólová kytara, zpěv
- Eric Singer – bicí, zpěv
- Peter Criss – bicí, zpěv